# 안케세나멘

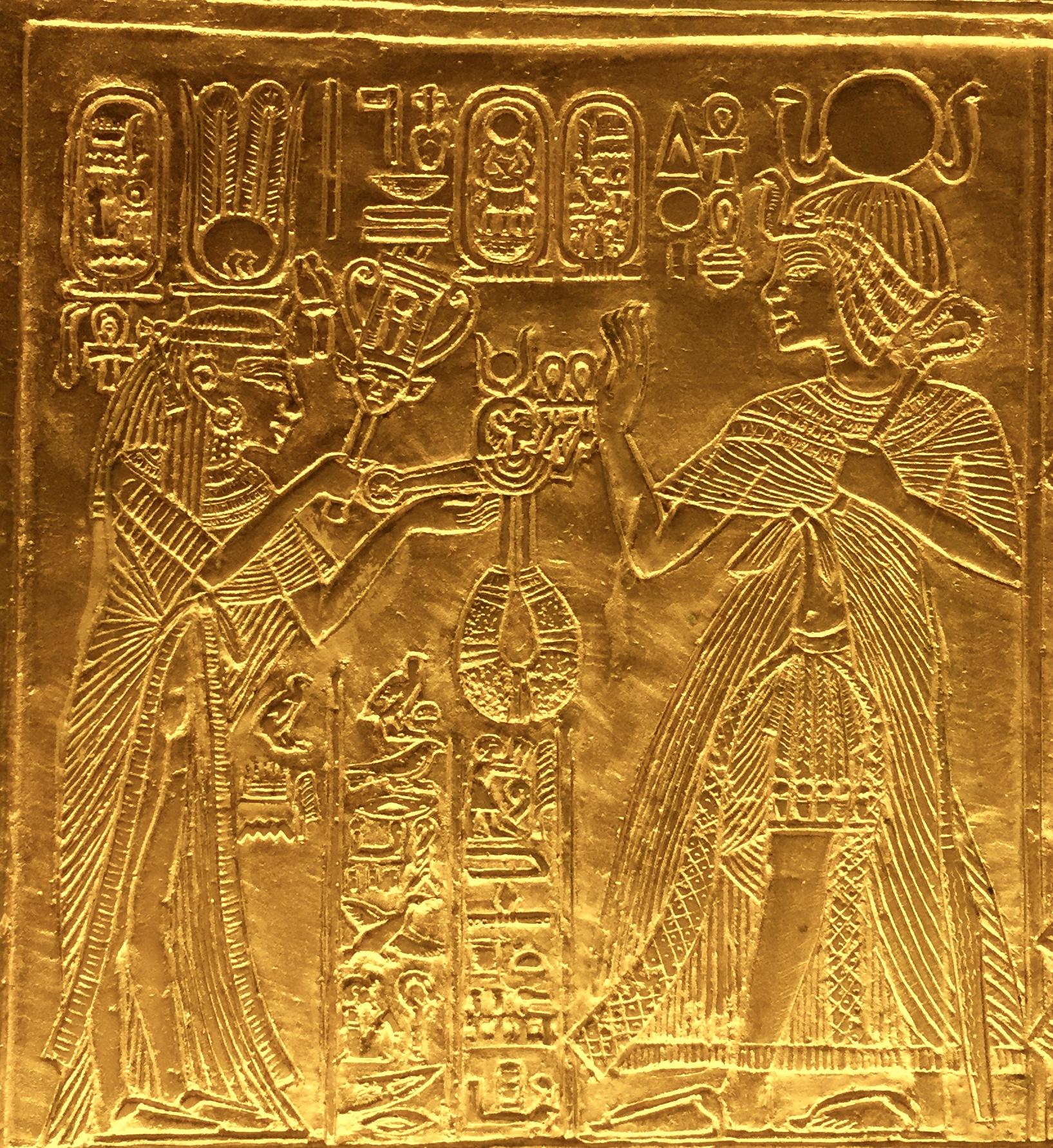

안케세나멘(Ankhesenamen, ˁnḫ-s-n-imn)은 이집트 제18왕조의 파라오 투탕카멘의 부인으로 아크나톤과 네페르티티 왕비 사이에서 태어난 세 번째 딸이다.

## 이름
‘안케세나멘(ˁnḫ-s-n-imn)’이란 이름은 ‘(그녀의) 삶은 아문의 것’란 뜻이다. 본래 이름은 ‘(그녀의) 삶은 아텐을 위한 것’이란 뜻의 안케센파이텐(ˁnḫ.s-n-pꜣ-itn)이었으나 이후 이름을 바꿨다.

## 생애
아버지인 아크나톤의 왕비가 되었다가 부왕 사후 이복동생이자 왕자인 투탕카멘의 정비가 되었다. 스멘크카레와 그녀의 친정 어머니인 네페르티티의 사후 투탕카멘이 왕위에 오르자 왕비가 되었다. 그러나 투탕카멘과의 사이에서 자녀가 있는가 여부는 확인되지 않고 있다. 스멘크카레의 왕비이자 일찍 사망한 메리타톤은 그녀의 친 언니였다.
투탕카멘의 요절 후, 외할아버지이기도 했던 권세가 파라오 아이의 부인이 되었지만 안케세나멘 본인은 이 결혼을 탐탁치 않아했다. 그녀는 히타이트의 왕 수필룰리우마 1세에게 그 아들 잔난자 왕자와 결혼하고 싶다는 내용의 편지를 보냈다. 그러나 잔난자 왕자는 이집트로 오는 도중에 살해당했고, 수필룰리우마 1세는 이에 분노해 이집트의 영토를 정복하기도 했다.

## 대중 문화
《미이라》(1932)에서는 임호테프의 연인으로 등장한다. 리메이크 《미이라》(1999)와 《미이라 2》(2001) 등에서는 안크수나문(Anck-su-namun) 또는 아낙수나문이라는 이름으로 등장한다.

## 같이 보기
- 투탕카멘
- 네페르티티
- 아크나톤
- 스멘크카레
- 아이